# Diocese de Sault Sainte Marie (Ontário)
A Diocese de Sault Sainte Marie (Dioecesis Sanctae Mariae Ormensis) é uma diocese localizada na cidade de Sault Ste. Marie na província de Ontário, pertencente a Arquidiocese de Kingston no Canadá. Foi fundada em 1904 pelo Papa Pio X. Com uma população católica de 216.000 habitantes, sendo 54,7% da população total, possui 93 paróquias com dados de 2018.

## História
Em 16 de setembro de 1904 o Papa Pio X cria ao Diocese de Sault Sainte Marie a partir do território da Diocese de Peterborough. Em 1952 a diocese perde território para a criação da Diocese de Fort William, hoje Diocese de Thunder Bay.

## Lista de bispos
A seguir uma lista de bispos desde a criação do diocese em 1904.
|                              | Nome                         | Período                      | Notas                                                                        |
| Bispos de Sault Sainte Marie | Bispos de Sault Sainte Marie | Bispos de Sault Sainte Marie | Bispos de Sault Sainte Marie                                                 |
| ---------------------------- | ---------------------------- | ---------------------------- | ---------------------------------------------------------------------------- |
| 7º                           | Thomas Dowd                  | 2020 - atual                 |                                                                              |
| 6º                           | Marcel Damphousse            | 2015 - 2020                  | Nomeado arcebispo coadjutor de Ottawa-Cornwall                               |
| 5º                           | Jean-Louis Plouffe           | 1989 - 2015                  |                                                                              |
| 4º                           | Marcel André J. Gervais      | 1985 - 1989                  | Nomeado arcebispo coadjutor de Ottawa-Cornwall                               |
| 3º                           | Alexander Carter             | 1958 - 1985                  | Também presidente da Conferência Canadense de Bispos Católicos (1967 - 1970) |
| 2º                           | Ralph Hubert Dignan          | 1934 - 1958                  | Faleceu no cargo                                                             |
| 1º                           | David Joseph Scollard        | 1904 - 1934                  | Faleceu no cargo                                                             |
| Bispo coadjutor              |                              |                              |                                                                              |
| 1º                           | Alexander Carter             | 1956 - 1958                  | Nomeado bispo dessa diocese                                                  |
| Bispos auxiliares            |                              |                              |                                                                              |
| 9º                           | Noël Simard                  | 2008 - 2011                  | Nomeado bispo de Valleyfield                                                 |
| 8º                           | Brian Joseph Dunn            | 2008 - 2009                  | Nomeado bispo de Antigonish                                                  |
| 7º                           | Robert Harris                | 2002 - 2007                  | Nomeado bispo de Saint John, New Brunswick                                   |
| 6º                           | Paul-André Durocher          | 1997 - 2002                  |                                                                              |
| 5º                           | Jean-Louis Plouffe           | 1986 - 1989                  | Nomeado bispo dessa diocese                                                  |
| 4º                           | Bernard Francis Pappin       | 1975 - 1988                  |                                                                              |
| 3º                           | Gérard Dionne                | 1975 - 1983                  | Nomeado bispo de Edmundston                                                  |
| 2º                           | Roger-Alfred Despatie        | 1968 - 1973                  |                                                                              |
| 1º                           | Joseph Adolphe Proulx        | 1965 - 1967                  |                                                                              |